# 31. korpus (Pakistan)
31. korpus je operativni korpus Pakistanske kopenske vojske.

## Organizacija
- Poveljstvo
- 35. pehotna divizija
- 26. mehanizirana divizija
- 13. samostojna oklepna brigada
- 101. samostojna oklepna brigada